# Czerwony sztandar (flaga)
Czerwony sztandar – międzynarodowy symbol różnych ruchów lewicowych (zwłaszcza robotniczych, socjalistycznych, anarchistycznych i komunistycznych). Jakkolwiek jego geneza jest starsza, to symbolicznie utożsamiany jest z przelaną krwią robotników w XIX wieku. 
Czerwony sztandar często pojawia na demonstracjach, niesiony przez zwolenników lewicy. Stał się także podstawowym elementem flag Chińskiej Republiki Ludowej i  Związku Radzieckiego.
Czerwony sztandar łączy się także z tradycjami socjaldemokratycznymi i pracowniczymi. Używany był przez Partię Pracy w Wielkiej Brytanii, SFIO we Francji i wiele innych tego typu ugrupowań na całym świecie.

## Historia
Około 1300 czerwona bandera pojawia się na okrętach Normanów. W XVII wieku czerwona flaga była wykorzystywana przez piratów. Stosowali oni tzw. Jolly Roger, czyli czarną banderę z białą trupią czaszką. Jeżeli ich ofiary wybierały walkę niż poddanie się i oddanie swych kosztowności piratom, wówczas ci wciągali na maszt czerwony sztandar, na znak iż nikt nie będzie oszczędzony.
W działaniach wojennych symbolizowała wolę oporu (nazywana była zresztą „flagą oporu”), na obleganych zamkach była sygnałem, że obrońcy nie poddadzą się. W 1797, w czasie buntu marynarzy angielskich na Tamizie stała się ich flagą.
Czerwona flaga w 1831 stała się symbolem krwawo stłumionego buntu górników w miejscowości Merthyr Tydfil w Walii. Górnicy przejęli kontrolę nad miastem i utrzymywali ją przez 5 dni, do czasu aż zostali zmasakrowani przez wojsko. Ich sztandarem miała być koszula jednego z robotników, Dica Penderyna, unurzana w jego krwi.
Radykalni republikanie podczas rewolucji francuskiej 1789 przyjęli czerwony sztandar jako symbol ich sprawy (to oni stworzyli opis koloru flagi jako „krew wściekłych robotników”). W tym czasie bardziej umiarkowani zwolennicy II Republiki Francuskiej opowiadali się za sztandarem trójkolorowym, który później stał się flagą Francji. Za swój symbol obrały czerwony sztandar również francuskie organizacje republikanów i socjalistów utopijnych pierwszej połowy XIX wieku. Pod tymi sztandarami walczono na barykadach Paryża w latach 1832, 1834 i 1839. Od tego czasu zaczęła być kojarzona z ruchem socjalistycznym, a później jako sztandar komunistów i różnych radykalnych ruchów lewicowych. Flaga symbolizuje krew robotników przelaną podczas codziennej pracy (odzwierciedla to warunki pracy w XIX wieku – nie istniała ochrona praw pracowniczych, a w kopalniach pracowały nawet dzieci), a także „ofiary kapitalistów” zabite podczas demonstracji. Jednolita barwa flagi symbolizuje również jedność w walce we wspólnej sprawie. Na szeroką skalę, symbolizuje lewicowe wartości od czasu Komuny Paryskiej w 1871. Tradycję tę podtrzymały zamieszki w Chicago w 1886, które zakończyły się egzekucjami części tzw. Ósemki z Haymarket, złożonej z przywódców anarchistycznych zamieszek.
W Imperium Rosyjskim, czerwona flaga była symbolem ostrzegającym. Mieszkańcy wsi, które opanowała jakaś zaraza, wywieszali czerwone flagi na najwyższych budynkach. W znaczeniu symbolu antycarskiego protestu została użyta po raz pierwszy podczas demonstracji na placu Kazańskim w Petersburgu w grudniu 1876 r., przez Ziemlę i Wolę. Tym niemniej używanie takich sztandarów przez żołnierzy Armii Czerwonej w czasie wojny domowej wprawiało w konfuzję ich przeciwników, białych. Widząc czerwoną flagę powiewającą nad wsią lub miastem zajętym przez bolszewików, często sądzili iż jest ono opanowane przez epidemię i woleli zostawić je w spokoju.
Po rewolucji październikowej, czerwona flaga z sierpem i młotem stała się oficjalnym sztandarem nowego radzieckiego rządu i używana była przez ruch komunistyczny na całym świecie. Wiele komunistycznych i socjalistycznych czasopism używało nazwy Czerwony Sztandar (jak Die Rote Fahne, gazeta Związku Spartakusa, a potem Komunistycznej Partii Niemiec). Czerwona flaga opiewana była w wielu utworach poetyckich, pieśniach robotniczych, była tematem zaangażowanej sztuki okresu socrealizmu.
Na jednym z najsłynniejszych zdjęć czerwonego sztandaru, powiewa on nad budynkiem Reichstagu, po zdobyciu Berlina przez Armię Czerwoną pod koniec II wojny światowej.
Czerwony sztandar i ogólnie czerwony kolor został przyjęty przez Partię Komunistyczną w Chinach, gdzie wykorzystano także tradycyjne związki kultury chińskiej z tą barwą.

## Partia Pracy
Czerwony sztandar był symbolem brytyjskiej Partii Pracy do 1986. Wówczas to został on zastąpiony przez różę. Została ona później przejęta przez wiele innych socjalistycznych i socjaldemokratycznych partii w całej Europie. Członkowie brytyjskiej Partii Pracy odśpiewywali także tradycyjny hymn pt. The Red Flag przed podsumowaniem corocznej konferencji partyjnej, ale zostało to także zarzucone. Powrócono do tego zwyczaju w październiku 2003. W lutym 2006 pieśń ta została wykonana w brytyjskim parlamencie w celu uczczenia setnej rocznicy założenia Partii Pracy.

## Pieśni
Czerwony sztandar jest popularnym motywem pieśni komunistycznych i socjalistycznych.
Najstarszą pieśnią, w której wspominany jest czerwony sztandar, jest Marsylianka, od 1795 hymn Francji; wspomnienie to wyraża się w słowach „To tyran przeciw nam zawiesił Zbroczony krwawo sztandar ten” i dotyczy masakry na Polu Marsowym (1791).
W 1871 paryski komunard Justin Bailly ułożył pieśń Le drapeau rouge (Czerwony Sztandar) – była ona śpiewana na melodię Le chant du depart.
W 1877 z okazji manifestacji na szóstą rocznicę wybuchu Komuny Paryskiej anarchista Paul Brousse ułożył tekst kolejnej Le drapeau rouge (Czerwony sztandar) do melodii pieśni patriotycznej Les bords de la libre Sarine. Na podstawie pieśni Broussea w 1881 lwowski poeta, publicysta i działacz socjalistyczny Bolesław Czerwieński napisał tekst pieśni Czerwony sztandar, pieśni znanej także pod tytułem Krew naszą długo leją katy, która stała się rewolucyjnym hymnem bojowym polskiego proletariatu. Melodia tej pieśni była adaptowaną przez Jana Kozakiewicza melodią pieśni Broussea. Piosenka Czerwińskiego doczekała się wielu tłumaczeń i znana jest pod kilkunastoma tytułami lokalnymi min. Красное знамя, Die rote Fahne, Rudy prapor, Червеното знаме, Червони прапор, Steagul Rosu, Vörös zaszlo, The Standard of Revolt.
W 1885 pieśń z tekstem Broussea została po raz pierwszy opublikowana we Francji przez Achille Le Roy, który w przy okazji kolejnej jej publikacji zmodyfikował jej tekst i przypisał sobie jej autorstwo.
W 1889 pieśń pt. The Red Flag napisał Irlandczyk Jim Connell (1852–1929), doker ścigany przez władze za próby zakładania związków zawodowych pośród robotników. Hymn autorstwa Connella stał się o wiele bardziej popularny na świecie od jego polskiego odpowiednika. Connell śpiewał swoją pieśń na melodię jakobickiej pieśni White Cockade, jednak przyjęła się powszechnie melodia niemieckiej kolędy O Tannenbaum, której melodia pochodzi z 1824 i jest autorstwa Ernsta Anschütza.
W 1908 Carlo Tuzzi napisał w języku włoskim pieśń Bandiera rossa – Avanti Popolo – uważaną za hymn włoskich komunistów. Pieśń ta jest śpiewana na oryginalna melodię pochodzącą z dwu lombardzkich melodii ludowych.
W 1965 chiński kompozytor Lü Qiming skomponował utwór 红旗颂 (Hongqisong) – Oda do czerwonego sztandaru.

## Zakazy używania
W czasie tzw. Pierwszego Czerwonego Lęku w USA (około 1917–1920; okresu wielkich amerykańskich społecznych obaw przed atakami anarchistów i komunistów), w wielu amerykańskich stanach prawnie zakazano używania czerwonych sztandarów. Miało to miejsce m.in. w Minnesocie, Dakocie Południowej i Oklahomie. W większości przypadków zakazy takie zostały zniesione, choć w Oklahomie za używanie symboliki komunistycznej bądź anarchistycznej grozi kara więzienia do 10 lat i grzywny 1 tysiąca dolarów.